# Ngôn ngữ của Đối xứng
Ngôn ngữ của Đối xứng là một quyển sách với chủ đề toán học đại chúng phi hư cấu của tác giả Mario Livio, nội dung kể về sự quan trọng của đối xứng trong mọi mặt của đời sống và khoa học theo dòng lịch sử phát triển toán học qua việc giải phương trình, các hàm đối xứng, đặc biệt hơn cả là lý thuyết nhóm Évariste Galois, phương trình nghiệm nguyên Diofantos. Bản tiếng Việt được thực hiện bởi dịch giả Phạm Văn Thiều. Quyển sách khá thành công đã được dịch ra các thứ tiếng: Ý, Phần Lan, Tây Ban Nha, Czech, Romania, Hebrew, Nhật, Bồ Đào Nha.

## Nội dung
Sách gồm các phần:
- I. Đối xứng.
- II. Đối xứng dưới con mắt của trí não.
- III. Khi say sưa với các phương trình của bạn, đừng bao giờ quên điều này.
- IV. Nhà toán học nghèo khổ.
- V. Nhà toán học lãng mạn.
- VI. Các nhóm.
- VII. Những quy tắc của đối xứng.
- VIII. Ai là đối xứng nhất.
- IX. Khúc tưởng niệm một thiên tài lãng mạn.

Trọng tâm của quyển sách nói về đối xứng, một tính chất đẹp đẽ nhất của khoa học và tự nhiên từ những gì gần gũi nhất, trong ngôn ngữ, thơ ca, nhạc của Bach, và tranh của Escher... rồi dần dần bước vào thế giới toán học một cách tự nhiên thông qua ngôn ngữ của lý thuyết nhóm, lịch sử của đại số và việc giải các phương trình đa thức. Quyển sách mô tả lại thời điểm từ thời trung cổ qua mối quan hệ phức tạp giữa các nhà toán học Ferro, Tartaglia, Cardano và Ferarri, đi sâu phân tích để tìm ra câu trả lời cho câu hỏi: Ai là tác giả của công thức nghiệm của phương trình bậc ba. Tất cả mở đầu cho cốt lõi cuốn sách: về phương trình đa thức không giải được. Ngoài ra, sách còn thể hiện sự tìm tòi của tác giả khi nó đưa ra từ câu chuyện gia đình cho đến các thư từ, các đánh giá, nhận định về công trình của Abel xen kẽ đời tư của nhà toán học trẻ nghèo khổ này. Sau hết là sự tiếp tục câu chuyện về Galois, một trong những phần tiểu sử đầy đủ. 